# Ronny Gersch

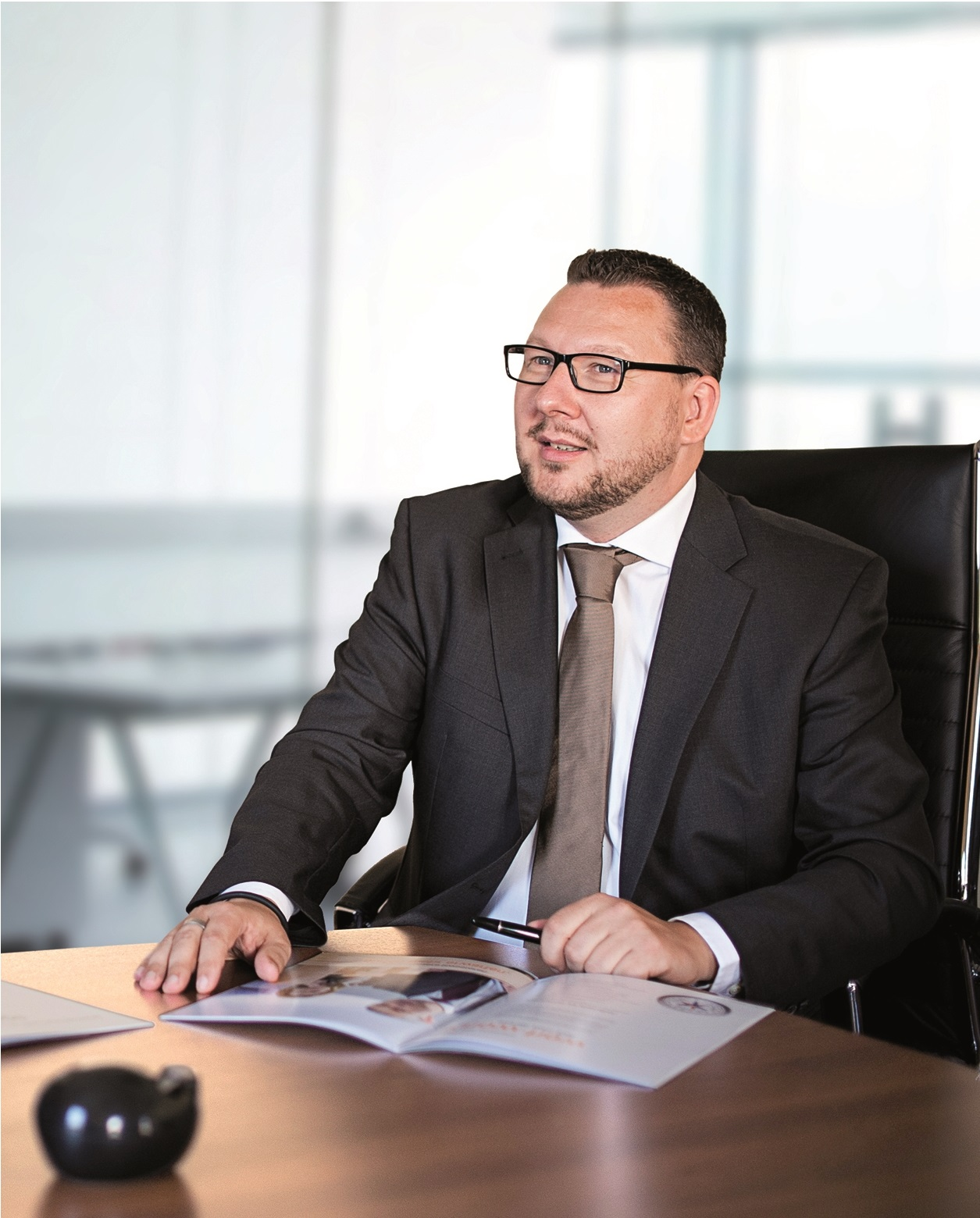
Ronny Gersch, 2013

Ronny Gersch (* 30. Mai 1974 in Cottbus) ist ein deutscher Unternehmer, Moderator, Journalist sowie ehemaliger Fußballfunktionär. 

## Werdegang
Gersch arbeitete 20 Jahre lang in verschiedenen Positionen im deutschen Fußball. Er war seit 1994 Presse- und Stadionsprecher des FC Energie Cottbus. Felix Magath holte Gersch 2010 in seinen Mitarbeiterstab zum FC Schalke 04, der im selben Jahr die deutsche Vizemeisterschaft feiern und in die Champions League einziehen konnte. Gersch leitete als Assistent des Vorstandes Sport und Kommunikation die Lizenzabteilungen des FC Schalke 04 und später des VfL Wolfsburg.
In den Jahren 2004 bis 2008 gehörte Ronny Gersch zum Arbeitskreis Medien der DFL Deutschen Fußball Liga GmbH. 
Von Januar 2018 bis Januar 2020 war Gersch Geschäftsführer und Mitgründer einer Kommunikationsagentur für Personalmarketing & Employer Branding.

## Moderator und Journalist
Gersch war von 1992 bis 2000 Moderator der RBB-Familienwelle Antenne Brandenburg. Während dieser Zeit moderierte er Magazin- und Talksendungen. Zudem entwickelte er eigene Radioformate, die zum Teil noch heute im Programm von Antenne Brandenburg zu finden sind wie Antenne Boulevard.
Seit März 2019 produziert und moderiert Gersch Nulldrei55 - Der Cottbus-Podcast.
Im Februar 2020 übernahm Ronny Gersch die Geschäftsführung von Radio Cottbus.